# D'Huison-Longueville
D'Huison-Longueville é uma comuna francesa na região administrativa da Ilha de França, no departamento de Essonne. Estende-se por uma área de 10.04 km². Em 2010 a comuna tinha 1 526 habitantes (densidade: 152 hab./km²).